# 노어강

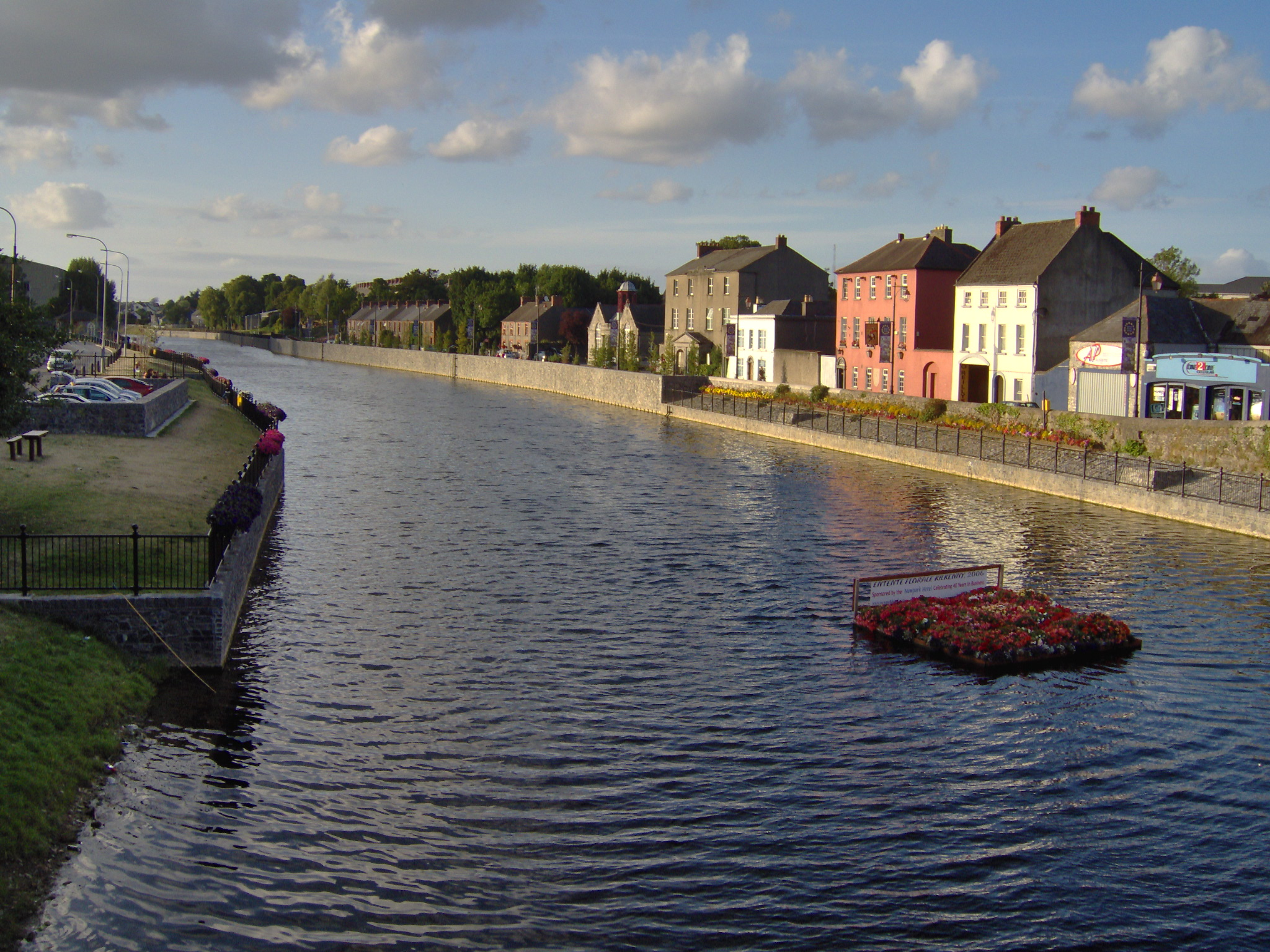
노어강

노어강(River Nore)은 아일랜드 렌스터 지방에서 발원하여, 아일랜드해로 흐르는 강이다. 총 길이는 140 km이다.